# David Lighty
David Lighty (* 27. Mai 1988 in Cleveland) ist ein US-amerikanischer Basketballspieler.

## Werdegang
Lighty spielte als Schüler für die Basketballmannschaft der Villa-Angela St. Joseph High School in Cleveland. 2006 wechselte er an die Ohio State University. Dort war er Mannschaftskamerad von Spielern wie Greg Oden, Mike Conley, Daequan Cook und Othello Hunter. Lighty bestritt zwischen 2006 und 2011 insgesamt 157 Spiele für die Hochschulmannschaft, in denen er im Durchschnitt 9,3 Punkte erzielte.
Den Sprung in die NBA schaffte Lighty nicht. Er begann seine Laufbahn als Berufsbasketballspieler in Italien, spielte zu Beginn der Saison 2011/12 für einige Monate bei Pallacanestro Cantù, ehe er noch während des Spieljahres zum Serie-A-Konkurrenten Guerino Vanoli Basket wechselte.
2012 wurde Lighty vom französischen Erstligisten JSF Nanterre verpflichtet. Unter der Leitung von Trainer Pascal Donnadieu gewann Lighty 2013 die französische Meisterschaft und wurde als bester Spieler der Finalserie ausgezeichnet, in der er im Durchschnitt 14,9 Punkte je Begegnung erzielt hatte. Anschließend versuchte er, bei einer NBA-Mannschaft unterzukommen, was nicht gelang. Lighty kehrte daraufhin zu Nanterre zurück.
Mit ASVEL Lyon-Villeurbanne wurde er 2015 erneut französischer Meister. In Folge seiner Rückkehr nach Italien nahm Lighty 2017 wieder ein Angebot von ASVEL an. Mit der Mannschaft gewann er weitere Male die französische Meisterschaft.
2019 gewann er den US-Wettbewerb The Basketball Tournament. Zur Siegermannschaft gehörten neben Lighty auch Spieler wie Leon Rodgers und Jeff Gibbs.

### Nationalmannschaft
Lighty war Junioren-Nationalspieler der Vereinigten Staaten und nahm 2007 an der U19-Weltmeisterschaft teil,  bei der er mit der US-Auswahl die Silbermedaille gewann.

### Erfolge
- Französischer Meister 2013 (mit JSF Nanterre), 2015, 2019, 2021, 2022 (mit ASVEL Lyon-Villeurbanne)
- Französischer Pokalsieger 2014 (mit JSF Nanterre), 2023 (mit ASVEL Lyon-Villeurbanne)
- Sieger The Basketball Tournament 2019